# Putú (comuna)
Putú fue una de las comunas que integró el antiguo departamento de Curepto, en la provincia de Talca.
En 1907, de acuerdo al censo de ese año, la comuna tenía una población de 8833 habitantes. Su territorio fue organizado por decreto del 22 de diciembre de 1891, a partir del territorio de las Subdelegaciones 7.° Toconey, 8.° Quivolgo, 9.° Putú y 10.° Chanquilhuque.

## Historia

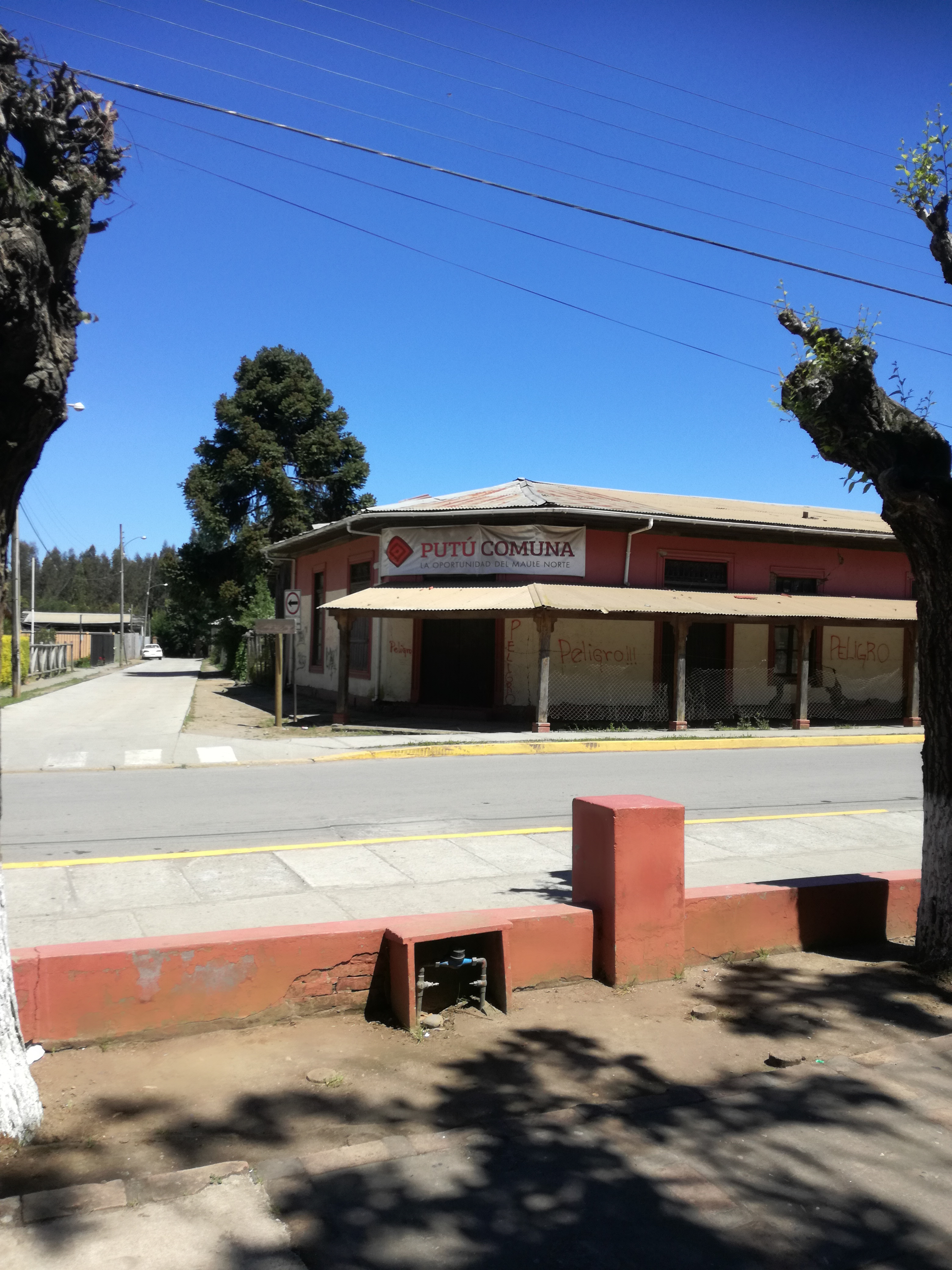
Casa en la localidad de Putú, con letrero que dice "Putú comuna".

La comuna fue creada por decreto del 22 de diciembre de 1891, con el territorio de las Subdelegaciones 7.° Toconey, 8.° Quivolgo, 9.° Putú y 10.° Chanquilhuque.
Esta comuna fue suprimida mediante el Decreto con Fuerza de Ley N.º 8.583 del 30 de diciembre de 1927, dictado por el presidente Carlos Ibáñez del Campo como parte de una reforma político-administrativa, anexando su territorio a la comuna de Constitución. La supresión se hizo efectiva a contar del 1 de febrero de 1928.

## Campaña por su restauración
Desde al menos 2004 ha existido la demanda de restaurar la comuna de Putú, aduciendo la lejanía que tiene el poblado respecto de la capital comunal.